# Château du Faing
Le château du Faing est un château situé dans le village belge de Jamoigne (commune de Chiny), en province de Luxembourg. Il a été construit au XIXe siècle sur les ruines d'un ancien château-fort aménagé par Gilles du Faing (d'où il tire son nom), selon les mêmes plans.
Durant la Seconde guerre mondiale, le château abrite le home reine Elisabeth qui devient une école de garçons en 1942. La directrice, Marie Taquet et son mari Émile Taquet y hébergent 87 enfants juifs, les sauvant de l'Holocauste.
Le bâtiment actuel sert de bâtiment communal à la Ville de Chiny depuis 2012, date à laquelle il a été partiellement rénové.
En 2025, la commune de Chiny a obtenu des subsides européens pour pouvoir effectuer une restauration énergétique du château. Celle-ci comprend l'isolation de la toiture, des murs, des planchers et plafonds mais aussi le remplacement de l'éclairage par des LED et le remplacement du chauffage. 

## Classement
Certaines parties du château sont classées depuis 1997 au patrimoine protégé par l'administration wallonne, à savoir :
- en tant que monument (M) :
  - les façades et toitures ;
  - à l'intérieur : les quatre pièces du rez-de-chaussée (hall, bureau, salon TV, salle de séjour) ;
  - dans la cour : le portail millésimé 1760 ;
  - les vestiges du mur d'enceinte avec les piédroits des anciens portails inclus dans le mur d'enceinte de la cour ;
  - la charpente de la grange annexe accolée au mur d'enceinte ;
- en tant que site (S) : les deux allées de marronniers, la cour du château, les prairies sises entre le château et la Semois, à l'exception de la zone où sont construites les maisonnettes pour les pensionnaires ;
- établissement d'une zone de protection (ZP).